# پیچ هربرت

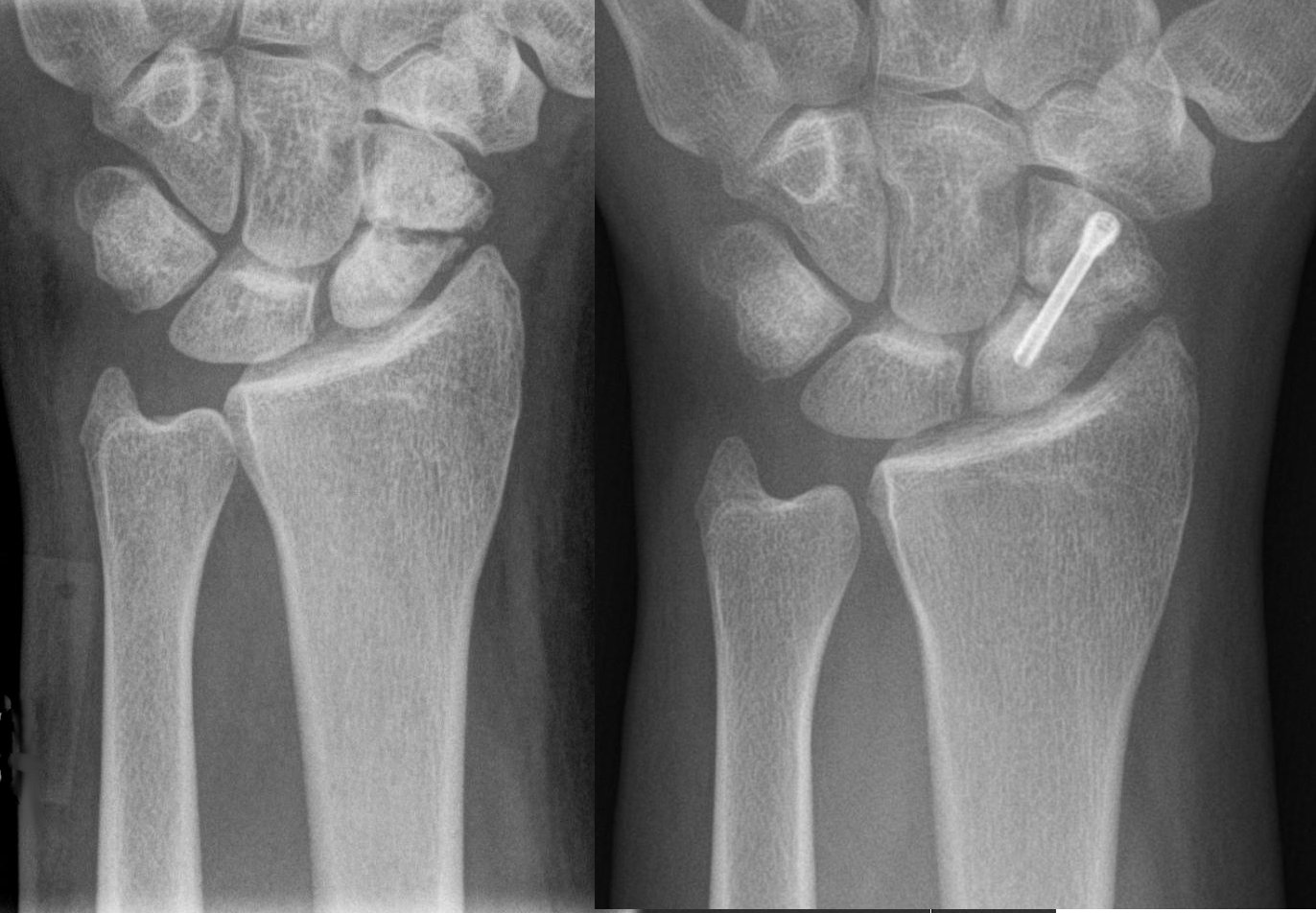
جوش نخوردن اسکافوئید (استخوان ناوی) و درمان آن با پیچ هربرت

پیچ هربرت گونه‌ای از پیچ است که در ارتوپدی استفاده می‌شود. این ابزار برای پیوند و نگهداری استخوان‌های آسیب دیده کاربرد دارد. انواع پیچ هربرت به وسیله تیموثی هربرت اختراع شد. جنس پیچ‌های هربرت معمولاً" از فلز تیتانیوم است.